# Curiosa dominicana
Curiosa dominicana is een keversoort uit de familie boktorren (Cerambycidae). De wetenschappelijke naam van de soort is voor het eerst geldig gepubliceerd in 1983 door Micheli.